# Lacci
Lacci è un film del 2020 diretto da Daniele Luchetti.
Selezionato come film d'apertura della 77ª edizione della Mostra internazionale d'arte cinematografica, è l'adattamento cinematografico dell'omonimo romanzo del 2014 scritto da Domenico Starnone, autore della sceneggiatura insieme al regista Luchetti e Francesco Piccolo.

## Trama
Napoli, primi anni Ottanta. Aldo e  Vanda sono sposati e hanno due figli, Anna e Sandro. Una sera, la vita di questa famiglia, apparentemente tranquilla, viene turbata dalla confessione che Aldo, speaker radiofonico a Roma, fa alla moglie: l'uomo è stato con un'altra donna, anche se non sa ancora quali sentimenti prova realmente per lei. Vanda è sconvolta dalla notizia e caccia via Aldo, spingendolo involontariamente tra le braccia dell'amante, Lidia. I due, che sono anche colleghi di lavoro, vanno a vivere insieme a Roma.
Poco tempo dopo, Vanda raggiunge suo marito in radio per ricordargli l'impegno che si è assunto con il matrimonio e per invitarlo a tornare a casa, ma Aldo le fa intendere di essersi innamorato di Lidia. Successivamente, durante una visita dell'uomo ai bambini, Vanda rinfaccia al marito di trascurare la famiglia e di essere causa di malessere per i figli, e pertanto lo sprona nuovamente a ritornare a casa. Aldo però si rifiuta e a questo punto la situazione precipita: Vanda aggredisce fisicamente l'uomo e la sua amante, davanti agli occhi impauriti dei bambini; Aldo lascia che Anna e Sandro siano affidati in via esclusiva alla madre, senza lottare per la loro custodia e quindi, di fatto, abbandonandoli; Vanda tenta il suicidio gettandosi dalla finestra. Nonostante le gravi ferite riportate, la donna lentamente si riprende, mentre Aldo perservera nella sua decisione di non tornare a casa.
Alcuni anni dopo, dietro insistenza di Sandro, Vanda accetta che i figli rivedano il padre e riallaccino i rapporti con lui. Di fronte alla difficoltà di dividersi tra due vite, quella a Roma con Lidia e quella a Napoli con i figli, e soprattutto di fronte alle manifestazioni di malessere da parte di Anna, che soffre per la separazione dal padre, Aldo decide di lasciare Lidia e di tornare da Vanda, con cui resterà fino alla vecchiaia, conservando tuttavia il ricordo della sua amante e continuando a tradire la moglie con altre donne. I "lacci" che avrebbero dovuto tenere insieme la famiglia sono dunque le "armi" di cui marito e moglie si sono serviti per farsi del male a vicenda, procurando sofferenza anche ai propri figli. Questi ultimi, ormai adulti, si recano a casa dei genitori, partiti per una breve vacanza, per dar da mangiare al gatto Labès. Dopo essersi confrontati sulle proprie vite e sul dolore che le scelte ipocrite dei genitori hanno loro procurato, Sandro e Anna sfasciano la casa di Aldo e Vanda, come forma di sfogo e di vendetta.

## Promozione
La prima clip del film è stata diffusa online il 29 luglio 2020. La locandina ufficiale del film è stata pubblicata online il 28 agosto 2020.

## Distribuzione
Il film è stato presentato in anteprima il 2 settembre 2020 alla 77ª Mostra internazionale d'arte cinematografica di Venezia come film d'apertura fuori concorso, prima pellicola italiana ad aprire la Mostra dai tempi di Baarìa (2009). È stato distribuito nelle sale cinematografiche italiane da 01 Distribution a partire dal 30 settembre 2020.

## Riconoscimenti
- 2020 - Mostra internazionale d'arte cinematografica
  - Premio RB Casting a Linda Caridi
- 2021 - David di Donatello[7]
  - Candidatura per la migliore sceneggiatura adattata a Domenico Starnone, Francesco Piccolo, Daniele Luchetti
  - Candidatura per la migliore attrice protagonista ad Alba Rohrwacher
  - Candidatura per il miglior attore non protagonista a Silvio Orlando
- 2021 - Globo d'oro[8]
  - Miglior regia a Daniele Luchetti
- 2021 - Nastro d'argento[9]
  - Candidatura per la migliore attrice protagonista ad Alba Rohrwacher
  - Candidatura per la migliore attrice non protagonista a Linda Caridi
  - Candidatura per il migliore sonoro a Carlo Missidenti